# Nueva Carteya
Nueva Carteya – hiszpańska gmina w regionie Andaluzja w prowincji Kordoba.
Powierzchnia gminy to 70 km². Współrzędne geograficzne to 37°35'N 4°28'E. Średnia wysokość, na której umieszczona jest gmina to 454 metry nad poziomem morza. Nueva Carteya położona jest około 55 kilometrów od stolicy prowincji, Kordoby.
Liczba ludności według danych z 2005 roku wynosiła 5581.
Burmistrzem gminy jest Antonio Ramírez Moyano. Kod pocztowy do gminy Nueva Carteya to 14 857.